# Franjo Grebenar
Franjo Grebenar (Mali Mošunj, 12. studenoga 1951. – Nova Bila, 1. prosinca 2010.) bio je hrvatski katolički svećenik iz reda franjevaca i humanist.

## Životopis
Rođen je u Malom Mošunju 12. studenog 1951. godine. Osnovnu školu je završio u rodnom mjestu te Franjevačku klasičnu gimnaziju u Visokom. Studirao je teologiju na Franjevačkoj teologiji u Sarajevu. Za đakona je zaređen 7. svibnja 1979. u Münsteru te za svećenika 12. svibnja 1979. također u Münsteru.
Vršio je službu župnog vikara u Tolisi (1979.–1980.), Podhumu/Livno (1980.–1982.), Breškama (1982.–1984.), Podmilačju (1984.–1985.), Novoj Biloj (1994.–2000.), Brajkovićima (2000.–2004.), Ovčarevu (2004.–2006.) i u Novoj Biloj (2006.–2010.). Obnašao je službu župnika u Drijenči (1985.–1988.) i u Novoj Biloj (1988.–1994.).

### Mrežna sjedišta
- In memoriam: Fra Franjo Grebenar - Greba (1951-2010). KTA BK BiH. Pristupljeno 10. lipnja 2025.